# Fissidens herzogii
Fissidens herzogii är en bladmossart som beskrevs av Johannes Friedrich Ruthe och Theodor Carl Karl Julius Herzog 1905. Fissidens herzogii ingår i släktet fickmossor, och familjen Fissidentaceae. Inga underarter finns listade i Catalogue of Life.